# Bernhard Christoph Francke

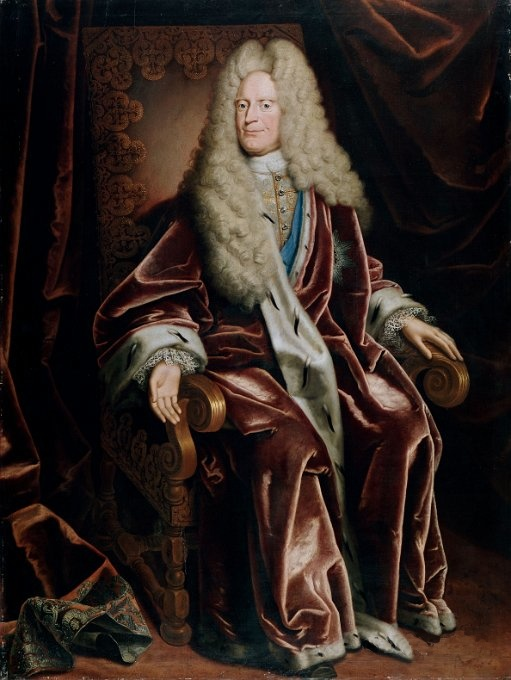
Antoni Ulryk, książę Brunszwiku-Wolfenbüttel, malował Bernhard Christoph Francke

Bernhard Christoph Francke (także Christoph Bernhard Francke, ur. ? w Hanowerze, zm. 18 stycznia 1729 w Brunszwiku) – malarz niemiecki.
Niewiele wiadomo o jego życiu. Działał głównie w Brunszwiku, gdzie był nadwornym portrecistą. Często podejmował też tematykę religijną, wzorując się w stylu na malarstwie francuskim.